# Uniwersalne państwo homogeniczne
Uniwersalne państwo homogeniczne – byt państwowy, który według teorii amerykańskiego politologa, filozofa politycznego oraz ekonomisty Francisa Fukuyamy (zawartej w jego pracy Koniec historii z 1992) powstaje u kresu historii i opiera się na dwóch zasadniczych filarach: gospodarce oraz uznaniu. Proces historii ludzkiej, który do tego państwa prowadzi, stymulowany jest zarówno logiką rozwoju nowożytnego przyrodoznawstwa, jak i walką o uznanie.

## Dwa filary uniwersalnego państwa homogenicznego

### I filar (gospodarka)
Fukuyama twierdził, że wypływa on z pożądliwej części duszy, która dąży do nieograniczonej akumulacji bogactwa. Nieograniczona akumulacja stała się możliwa dzięki sojuszowi pożądania i rozumu. Człowiek samoistnie dąży do posiadania coraz większej ilości dóbr i poddaje się ogólnemu pędowi do dobrobytu. Istotnym czynnikiem był rozwój kapitalizmu, który dał większe niż kiedykolwiek możliwości nabywania dóbr.

### II filar (uznanie)
Drugi filar to tak zwana walka o uznanie, wyrosła z tymotejskiej strony duszy. Stymulowała ją rzeczywistość niewolnictwa, przecząca znanej niewolnikowi wizji świata, w którym wszyscy ludzie są wolni i równi przed obliczem Boga. Fukuyama uważa, iż potrzeba uznania jest brakującym ogniwem między liberalną ekonomiką a polityką. Rozum i zmierzanie do uznania uprawnień podstawowych wystarczą, by wyjaśnić gospodarkę rynkową, ale dążenie do demokracji liberalnej jest motywowane przez thymos. Inne formy rządu (np.: autorytarne czy totalitarne) nie są w stanie zaspokoić ludzkiego pragnienia uznania. Do natury człowieka należy nieodparta chęć wolności i uznania, a zapewnić to może tylko demokracja liberalna.

## Demokracja liberalna, czyli koniec historii
Francisa Fukuyama w swej książce twierdzi, że demokracja liberalna stanowi metodę osiągnięcia wielkiej obfitości dóbr materialnych. Wskazuje nam także drogę do całkowicie niematerialnego celu, jakim jest wolność. Demokracja liberalna integralnie powiązana jest z wolnym rynkiem. Zaspokaja uczucia tymotejskie: megalothymię i izothymię, pragnienie uznania za lepszego od innych i za równego innym. Koniec historii może być rozumiany jako wyczerpanie się możliwości tworzenia nowych projektów ustrojowych i wizji społecznych, które odpowiadałyby strukturze psychiczno-moralnej ludzi Zachodu.
Amerykański politolog twierdzi, że historia kończy się w pewnym sensie wraz z upadkiem komunizmu, czyli państw tak zwanego realnego socjalizmu, i przyjęciem przez większość krajów systemu liberalnej demokracji. Ta liberalna demokracja oraz rynkowy porządek gospodarczy mają być według Fukuyamy najdoskonalszym z możliwych do urzeczywistnienia systemów politycznych.

## Państwo liberalne według Fukuyamy
Państwo liberalne musi być uniwersalne, czyli przyznawać szacunek wszystkim obywatelom ze względu na ich człowieczeństwo, a nie ze względu na członkostwo w jakiejś grupie narodowościowej, etnicznej lub rasowej. Musi też być homogeniczne, to znaczy kreować społeczeństwo oparte na zniesieniu rozróżnienia między panami i niewolnikami. Według Fukuyamy przewaga systemu liberalno-demokratycznego leży w dużym stopniu w uprawnieniach obywatelskich, przysługujących niezależnie od statusu majątkowego czy koloru skóry. Każdy posiada pewne niezbywalne prawa, np.: prawo do życia, prawo do własności prywatnej, prawo do wygłaszania swoich poglądów itp.
Może również uczestniczyć w samym rządzeniu. Uczestnictwem takim może być głosowanie w cyklicznych wyborach lub bardziej aktywny udział w procesie politycznym, np.: ubieganie się o urząd lub służba w administracji publicznej. Dzięki temu każdy może pełnić rolę pana i mieć wpływ na otaczający go świat. Powszechny samorząd znosi rozróżnianie na panów i niewolników; każdy jest uprawniony do odegrania przynajmniej częściowo roli pana. 
Uniwersalne państwo homogeniczne będzie ostatnim stadium ludzkiej historii, ponieważ w zupełności zaspokaja człowieka.
Mimo iż Fukuyama uważa system liberalno-demokratyczny za najdoskonalszy, to zadaje pytania dotyczące dalszego rozwoju koncepcji - czy człowiek zadowalał się tym, że jest uznawany jedynie za równego wszystkim innym ludziom, czy też zażąda czegoś więcej.